# Ibaeta

Localització d'Ibaeta

Ibaeta és un dels 17 barris de Sant Sebastià. Té una població de 9.408 habitants. Limita al nord-est amb Arriola, Benta Berri i Lugaritz, a l'est amb Aiete i al sud amb Añorga i Usurbil. És un dels barris més antics de Sant Sebastià i hi ha el campus de Guipúscoa de la Universitat del País Basc.